# Prometheomys schaposchnikowi
Genre
Espèce
Statut de conservation UICN

 LC  : Préoccupation mineure
Prometheomys schaposchnikowi est une espèce de rongeur de la famille des Cricétidés. C'est la seule espèce du genre Prometheomys.

## Répartition et habitat
On le trouve en Russie, en Géorgie et en Turquie. Il vit dans les prairies sub-alpines entre 1 500 et 2 800 m d'altitude.